# 当たり前
| ウィキペディアには「当たり前」という見出しの百科事典記事はありません（タイトルに「当たり前」を含むページの一覧/「当たり前」で始まるページの一覧）。 代わりにウィクショナリーのページ「当たり前」が役に立つかもしれません。 |